# أجاكس (أونتاريو)
أجاكس، أونتاريو (بالإنجليزية: Ajax)‏ هي مدينة كندية تقع في مقاطعة أونتاريو. تبلغ مساحة هذه المدينة 67.089 (كم²)، ويبلغ عدد سكانها 90167 نسمة حسب إحصاء سنة 2006 م، بينما كان يسكنها 73753 نسمة في سنة 2001 م. تحتل هذه المدينة المرتبة رقم 54 بين مدن كندا حسب عدد السكان والمرتبة رقم 26 في المقاطعة. نما عدد السكان في هذه المدينة بنسبة (22.3) بين العامين المذكورين.

## أعلام
- مونرو شامبيرس
- بيل نيومان
- ريان رامزي
- جو ديكسون
- كوري سيفر
- بنجامين دونيلي
- إيفان إروين
- ريد سكوت

## وصلات خارجية
- الأطلس الحكومي لكندا
- إحصاءات كندا مع ساعة تعداد السكان